# アナベル・リー
『アナベル・リー』（Annabel Lee ）は、1849年に書かれたアメリカの作家・詩人・編集者・文芸批評家エドガー・アラン・ポーによる最後の詩である。ポーの死後2日目に地元の日刊新聞『ニューヨーク・トリビューン』紙に発表された。
日本語訳詩は日夏耿之介、阿部保、福永武彦などある。大江健三郎は日夏訳から小説『臈たしアナベル・リイ 総毛立ちつ身まかりつ』（文庫・全集において『美しいアナベル・リイ』に改題された）という作品を書いている。作家の宮本百合子は『獄中への手紙』で『婦人公論』昭和15年（1940年）8月号掲載の日夏訳を宮本顕治に紹介している。

## 原文
```
IT was many and many a year ago,

In a kingdom by the sea,

That a maiden there lived whom you may know

By the name of ANNABEL LEE;

And this maiden she lived with no other thought

Than to love and be loved by me.
```

```
I was a child and she was a child .

In this kingdom by the sea:

But we loved with a love that was more than love －－

I and my ANNABEL LEE;

With a love that the winged seraphs of heaven

Coveted her and me.
```

```
And this was the reason that, long ago,

In this kingdom by the sea,

A wind blew out of a cloud,chilling

My beautiful ANNABEL LEE;

So that her high-born kinsman came

And bore her away from me,

To shut her up in a sepulchre

In this kingdom by the sea.
```

```
The angels, not half so happy in heaven,

Went envying her and me -

Yes! - that was the reason (as all men know,

In this kingdom by the sea)

That the wind came out of the cloud by night,

Chilling and killing my Annabel Lee.
```

```
But our love it was stronger by far than the love

Of those who were older than we
—

Of many far wiser than we
—

And neither the angels in Heaven above

Nor the demons down under the sea,

Can ever dissever my soul from the soul

Of the beautiful Annabel Lee
```

```
For the moon never beams, without bringing me dreams

Of the beautiful Annabel Lee;

And the stars never rise, but I feel the bright eyes

Of the beautiful Annabel Lee

And so, all the night-tide, I lie down by the side

Of my darling - my darling, - my life and my bride,

In the sepulchre there by the sea,

In her tomb by the side of the sea
```

## 訳
```
昔昔のことだった
海のほとりのある王国で
そこに生きていた一人の乙女を、あなたも知ろう
アナベル・リーの名によって
そして、この乙女、彼女は生きた何の考えも持たず
ただ、私を愛し、私に愛されるという考え以外は。
海のほとりのこの王国で
```

```
私は子供で、そして彼女も子供だった
海のほとりのこの王国で
しかし、私たちは愛しあった、愛以上の愛情をもって
私と私のアナベル・リーは。
天国の翼あるセラフィムが彼女と私を妬む愛情をもって
```

```
そしてこれが、昔昔
海のほとりのこの王国で
ある１つの雲から風が吹き、凍えさせた理由だ
私の美しいアナベル・リーを
その結果、彼女の高貴な生まれの眷属が来て
そして、彼女を私から奪い去った
ある墓所に彼女を閉じ込めるため
海のほとりのこの王国で
```

```
あの天使たち、
天国でも半分も私たちのようには幸せではなかった、
は、彼女と私を妬むようになっていた
そう！それが理由だ（全ての男が知っているように、
海のほとりのこの王国で）
あの風があの雲から夜に吹き
凍えさせ、殺した私のアナベル・リーを
```

```
しかし、私たちの愛、それは更により強かった
私たちよりもより年長の誰の愛よりも
私たちよりも遥かに賢い多くの人の愛よりも
そして天上の天使たちも
海の底の悪魔も
私の魂を離すことすらできない
美しいアナベル・リーの魂から
```

```
というのも、月は、美しいアナベル・リーの
夢を私にもたらすことなしでは、輝かず
そして星々は、美しいアナベル・リーの
美しい瞳を私に感じさせることなしには、昇ることはない、
そして、それで、夜の間中、私は横たわるから。
私の愛しい、愛しい、私の命そして私の花嫁の傍らに
そこの海のほとりの墓所の中で
海のほとりの彼女の墓の中で
```

## その他の訳
古くは以下のような訳類があることが明らかにされている。
- 大正14年（1915年）に鯖瀬春彦「アナベル・リイ」（『音楽』6巻6、東京音楽学校）（詳細未詳）。
- 大正8年（1919年）4月に片山伸訳「アナベル・リイ」（生田春月編『泰西名詩名訳集』越山堂）、昭和2年10月、畑喜代司著『泰西名詩の味ひ方』（資文堂）所収〔亞米利加詩篇〕に清水暉吉訳「アナベル・リィ」を収録（これは昭和10年に『泰西名詩の鑑賞』として改題・再刊されている）。
- 昭和10年（1935年）『世界文芸大辞典』第一巻（中央公論社）に日夏耿之助が「アナベル・リイ」の項目執筆を行っている。

大江健三郎の小説『﨟（らふ）たしアナベル・リイ総毛立ちつ身まかりつ』（2007年刊）は、2010年、文庫化に際し『美しいアナベル・リイ』に改題されたものであるが、日夏耿之助訳中に「﨟（らふ）たしアナベル・リイ」という表記は第四聯と第六聯に見えるものの、「総毛立ちつ身まかりつ」と直接に連接した表現はみられない。
日夏耿之助訳（創元選書『ポオ詩集』）では七五調を基調としながら、第一聯「わたの水阿（みさき）の里住みの」〜第二聯「わたの水阿のうらかげや」〜第三聯「かかればありしそのかみは」〜第四聯「帝郷の天人ばら天祉（てんし）およばず」〜第四聯「ねびまさりけむひとびと」〜第六聯「月照るなべ」〜「そぎへに居臥す身のすゑかも。」と、最後の「そぎへに居臥す身のすゑかも」を七七調にすることで韻律のうえでも詩に決着をつけて終わる。
一方、加島祥造（岩波文庫『ポー詩集』）では、第一聯「幾年（いくとし）も幾年も前のこと」〜第二聯「この海辺の王国で、ぼくと彼女は子供のように、子供のままに生きていた」〜第三聯「そしてこれが理由となって、ある夜遠いむかし、その海辺の王国に」〜第四聯「天使たちは天国にいてさえぼくたちほど幸せでなかったから」〜「ある夜、雲から風が吹きおりて凍えさせ、殺してしまった、ぼくのアナベル・リーを。」と、四聯に集約している。
ステファヌ・マラルメはポーによる第六聯の詩をフランス語に訳すにあたり、最終第六聯と入れ替えるかたちで、原詩の第五聯を末尾に配するという改竄をおこなっている。

## 日本への享受と影響
- 萩尾望都『ポーの一族』（1972年 - 1976年、2016年 - ） - ヒロインのメリーベル・ポーツネルの名前がアナベル・リーに由来するとする説がある。なお、メリーベルから影響を受けたキャラクター、作品等については同項目を参照のこと。
- 水樹和佳子『海のほとりの王国で…」（ぶ〜け 1980年11月号） - 主人公セバーンの亡き妻を象徴する詩として現われる。
- 久世光彦『一九三四年冬―乱歩』（1993年刊）- 「アナベル・リー」に曲をつけて歌う人物が登場する。作中では小林亜星作曲の楽譜が掲載されている。
- 大江健三郎『﨟（らふ）たしアナベル・リイ総毛立ちつ身まかりつ』（2007年刊）／文庫化に際し『美しいアナベル・リイ』（2010年）と改題。